# Bildvinkel

Diagonal bildvinkel.

Bildvinkel är ett begrepp inom fotografi och avser den vinkel inom vilken allt avbildas av kameran. Bildvinkeln bestäms av två faktorer, objektivets brännvidd och sensorstorleken (inom digitalfoto), enligt formeln: 
{\displaystyle \Phi =2\cdot \arctan \left({\frac {D/2}{f}}\right)} där Φ är bildvinkeln, D är sensorstorleken och f är brännvidden.
Exempel:
Ett objektiv med 35 mm brännvid på en kamera med en sensor med diagonalmåttet 28 mm (APS-C-format) ger en bildvinkel på 44°. Ett teleobjektiv med brännvidd på 300 mm på samma kamera ger 5,4° bildvinkel.
Inom traditionell fotografering (analog fotografering) motsvaras sensorstorleken av negativets storlek.